# Konstanty Kalinowski
Wincenty Konstanty Kalinowski (bělorusky Касту́сь Каліно́ўскі, Kastuś Kalinoŭski; 2. únor 1838, Mostowlany – 22. březen 1864, Vilnius) byl spisovatel, novinář a revolucionář, který zasáhl do běloruského, polského i litevského národního obrození. Byl jedním z hlavních organizátorů tzv. Lednového povstání proti ruské carské vládě, jež se odehrálo v letech 1863-1864.

## Život
Pocházel ze zemanské rodiny ve východním Polsku (je tam i památník), asi 50 km východně od Bialystoku. Vystudoval práva na univerzitě v Petrohradě a v roce 1861 se vrátil do Běloruska. V Hrodnu založil organizaci, která začala vydávat noviny Mużyckaja praŭda, které oslovovaly především rolníky. Mużyckaja praŭda vycházela v běloruštině, nebyla ovšem tištěna cyrilicí, nýbrž latinkou. Organizace brzy začala připravovat protiruské povstání v Bělorusku a Litvě. Když vypuklo 22. ledna povstání ve Varšavě, jeho vůdci nedokázali Kalinowského organizaci v Bělorusku a v Litvě upozornit a koordinovat činnost. Když se Kalinowski o povstání dozvěděl, váhal, zda ho podpořit, neboť si byl vědom, že v Bělorusku není ještě dobře připravené. Ale nakonec 1. února vydal manifest a revoluci zahájil. 
Kalinowski byl jedním z vedoucích představitelů levicového křídla povstání, které usilovalo o sociálnější program a širší zapojení rolnictva (v Polsku mělo povstání více národní a šlechtický charakter). Cíle byly ale společné pro obě křídla: znovuzrození republiky a obnovení svobody a nezávislosti, přičemž ovšem Kalinowski vnímal, že Bělorusko a Litva se liší od Polska a představoval si pro ně v rámci nové republiky autonomii.
Kalinowski stál v čele povstání v Bělorusku a v Litvě až do své smrti, i když už na začátku léta 1863 bylo zřejmé, že běloruská vzpoura skončí neúspěchem, mimo jiné i proto, že většina rolnictva se k ní nepřipojila. V lednu 1864 byl Kalinowski zatčen ruskými vojáky a 10. března veřejně oběšen ve Vilniusu. Před popravou napsal své nejslavnější literární dílo Pismo z-pad szybienicy (Dopis zpod šibenice), vášnivé a burcující krédo.
Kalinowski je vnímán v Polsku, Litvě i v Bělorusku jako národní hrdina, ovšem jeho postava se v Bělorusku stala předmětem politizace a sporů. Vláda Alexandra Lukašenka se domnívá, že Kalinowski byl představitelem politiky "polonizace Bělorusů", naopak k jeho postavě se silně hlásí vůdce opozičního hnutí Za svobodu Aleksandr Milinkevič, jehož pradědeček se Lednového povstání zúčastnil. Ten za upozaďováním protiruského povstalce vidí snahu Lukašenkovy skupiny napojit Bělorusko na ruskou kulturu a ruskou sféru vlivu.

## Názory
Světový názor Kalinowského se vytvořil pod vlivem ruských revolučních demokratů. Byl přesvědčen, že běloruský lid může dosáhnout svého osvobození pouze ozbrojeným bojem proti carismu a statkářům. Požadoval revoluční zničení monarchického samoděržaví a jeho nahrazení demokratickým státem. Propagoval myšlenku republiky, vybudované na principech svobody a rovnosti. Podle jeho názoru se v takovém státě uskutečňuje řízení „schůzemi volebných lidí“, působí „spravedlivý soud“, vojsko hájí zájmy lidu.